# 磷酸氢钠铵
磷酸氢钠铵是一种无机化合物，化学式为NaNH4HPO4，常以四水合物的形式存在。它在长时间灼烧之后生成偏磷酸钠。磷酸氢钠铵可用于磷酸珠试验检验金属离子。

## 化学性质
磷酸氢钠铵和过量氢氧化钠反应，形成磷酸钠：
NaNH4HPO4 + 2 NaOH → Na3PO4 + NH3 + 2 H2O